# Pteromalinae
Pteromalinae Dalman, 1820, è la più vasta sottofamiglia di insetti della famiglia degli Pteromalidi (Hymenoptera Chalcidoidea) comprendente soprattutto specie parassitoidi di altri insetti.

## Morfologia
La sottofamiglia è uno dei più vasti ed eterogenei raggruppamenti nell'ambito dei Pteromalidi e non è ancora definita una chiave d'identificazione univoca valida per tutti i generi per quanto concerne sia la morfologia sia la biologia. Possono confondersi con i Miscogasterinae. In genere hanno il torace con i notauli incompleti, zampe posteriori fornite di sperone nell'estremità distale delle tibie, addome subsessile. Al contrario, i Miscogasterinae hanno notauli completi, zampe anteriori fornite di due denti, addome peziolato.

## Biologia
Al pari della morfologia, anche la biologia è alquanto eterogenea. In generale questa famiglia comprende specie parassitoidi ectoparassite o endoparassite. solitarie o gregarie, associate a stadi preimmaginali di varie famiglie di insetti olometaboli (Ditteri, Lepidotteri, Imenotteri, Coleotteri. Sono tuttavia frequenti anche le specie oofaghe e, raramente, specie parassitoidi di adulti.
L'iperparassitismo è frequente e si svolge in genere a spese di altri Imenotteri (Icneumonidi, Braconidi, Platigasteridi, Eupelmidi) o di Ditteri Tachinidi. Frequente è anche il parassitismo primario a carico di predatori, soprattutto Sirfidi.

## Sistematica e filogenesi
I Pteromalini rappresentano il raggruppamento più ricco all'interno della famiglia. Il Natural History Museum   attribuisce a questa sottofamiglia circa 2070 specie ripartite fra oltre 310 generi.
L'elenco completo dei generi della sottofamiglia citati nell'Universal Chalcidoidea Database  è il seguente:
- Ablaxia
- Abomalus
- Acaenacis
- Acroclisella
- Acroclisis
- Acroclisissa
- Acroclisoides
- Acroclypa
- Acrocormus
- Afropsilocera
- Aggelma
- Agiommatus
- Aiemea
- Allocricellius
- Alticornis
- Amandia
- Amblyharma
- Amblypachus
- Amphidocius
- Andersena
- Angulifrons
- Anisopteromalus
- Anogmoides
- Anogmus
- Anorbanus
- Apelioma
- Apsilocera
- Apycnetron
- Arachnopteromalus
- Arriva
- Arthrolytus
- Atrichomalus
- Babina
- Bairamlia
- Boharticus
- Bonitoa
- Brachycaudonia
- Briania
- Bubekia
- Bubekiana
- Bulolosa
- Bupronotum
- Caenacis
- Caenocrepis
- Cairnsia
- Callicarolynia
- Calliprymna
- Callitula
- Canberrana
- Capellia
- Catolaccus
- Cecidolampa
- Cecidostiba
- Cheiropachus
- Chlorocytus
- Chrysoglyphe
- Coelopisthia
- Conigastrus
- Conomorium
- Coruna
- Cryptoprymna
- Cyclogastrella
- Cyrtogaster
- Cyrtoptyx
- Dasyneurophaga
- Delisleia
- Dibrachoides
- Dibrachys
- Diconocara
- Diglochis
- Dimachus
- Dinarmoides
- Dinarmus
- Dineuticida
- Dinotiscus
- Dinotoides
- Diourbelia
- Dirhicnus
- Dorcatomophaga

- Duartea
- Dudichilla
- Elachertoidea
- Elderia
- Endomychobius
- Epanogmus
- Epicatolaccus
- Epipteromalus
- Erdoesia
- Erdoesina
- Erythromalus
- Eulonchetron
- Eumacepolus
- Euneura
- Eurydinota
- Eurydinoteloides
- Eurydinotomorpha
- Eutelisca
- Euteloida
- Fanamokala
- Fedelia
- Ficicola
- Fijita
- Frena
- Gastracanthus
- Gbelcia
- Genangula
- Globimesosoma
- Goidanichium
- Golovissima
- Grissellium
- Guancheria
- Gugolzia
- Guolina
- Gyrinophagus
- Habritella
- Habritys
- Habromalina
- Halomalus
- Halticopterella
- Halticopteroides
- Hansonita
- Helocasis
- Hemitrichus
- Heteroprymna
- Heteroschema
- Hillerita
- Hlavka
- Hobbya
- Holcaeus
- Homoporus
- Huberina
- Hypopteromalus
- Inkaka
- Ischyroptyx
- Isocyrtella
- Isocyrtus
- Isoplatoides
- Jaliscoa
- Janssoniella
- Kaleva
- Kazina
- Klabonosa
- Kratinka
- Kratka
- Kukua
- Kumarella
- Lampoterma
- Lariophagus
- Laticlypa
- Leleupia
- Lenka
- Leodamus
- Leptomeraporus
- Licteria
- Lomonosoffiella
- Lonchetron
- Longinucha
- Lyrcus

- Lysirina
- Makaronesa
- Maorita
- Marangua
- Mazinawa
- Megadicylus
- Merallus
- Meraporus
- Merismoclea
- Merismomorpha
- Merisus
- Mesopolobus
- Metacolus
- Metastenus
- Meximalus
- Micradelus
- Mimencyrtus
- Mirekia
- Miristhma
- Miscogasteriella
- Mokrzeckia
- Monazosa
- Monoksa
- Muscidifurax
- Nadelaia
- Narendrella
- Nasonia
- Nazgulia
- Neanica
- Nedinotus
- Neocatolaccus
- Neocylus
- Neopolycystus
- Neotoxeumorpha
- Nephelomalus
- Nikolskayana
- Norbanus
- Notoglyptus
- Notoprymna
- Novitzkyanus
- Nuchata
- Oaxa
- Obalana
- Ogloblinisca
- Oniticellobia
- Oomara
- Oricoruna
- Ottaria
- Ottawita
- Oxyharma
- Oxysychus
- Pachycrepoideus
- Pachyneuron
- Pandelus
- Parabruchobius
- Paracarotomus
- Paracroclisis
- Paradinarmus
- Paraiemea
- Paroxyharma
- Pegopus
- Peridesmia
- Perilampidea
- Perniphora
- Pestra
- Pezilepsis
- Phaenocytus
- Platecrizotes
- Platneptis
- Platygerrhus
- Platypteromalus
- Ploskana
- Plutothrix
- Polstonia
- Procallitula
- Promerisus
- Propicroscytus
- Propodeia
- Pseudanogmus

- Pseudetroxys
- Pseudocatolaccus
- Psilocera
- Psilonotus
- Psychophagoides
- Psychophagus
- Pterapicus
- Pterisemoppa
- Pteromalus
- Pterosemigastra
- Pterosemopsis
- Ptinocida
- Pycnetron
- Quercanus
- Rakosina
- Raspela
- Rhaphitelus
- Rhopalicus
- Rohatina
- Roptrocerus
- Sceptrothelys
- Schizonotus
- Sedma
- Selimnus
- Semiotellus
- Sigynia
- Sisyridivora
- Sorosina
- Spaniopus
- Sphegigaster
- Sphegigastrella
- Sphegipterosema
- Sphegipterosemella
- Spilomalus
- Spintherus
- Spodophagus
- Staurothyreus
- Stenetra
- Stenomalina
- Stenoselma
- Stichocrepis
- Stinoplus
- Strejcekia
- Synedrus
- Syntomopus
- Systellogaster
- Szelenyinus
- Tanina
- Termolampa
- Thureonella
- Tomicobia
- Toxeuma
- Toxeumella
- Toxeumelloides
- Toxeumorpha
- Trichargyrus
- Trichokaleva
- Trichomalopsis
- Trichomalus
- Tricolas
- Trigonoderus
- Trigonogastrella
- Trinotiscus
- Tripteromalus
- Tritneptis
- Trjapitzinia
- Trychnosoma
- Tsela
- Uniclypea
- Urolepis
- Usubaia
- Veltrusia
- Vespita
- Vrestovia
- Xiphydriophagus
- Yanchepia
- Yosemitea
- Zdenekiana